# Pasirmae
Pasirmae is een bestuurslaag in het regentschap Pandeglang van de provincie Banten, Indonesië. Pasirmae telt 2425 inwoners (volkstelling 2010).